# NAA40
NAA40 (англ. N(alpha)-acetyltransferase 40, NatD catalytic subunit) – білок, який кодується однойменним геном, розташованим у людей на 11-й хромосомі. Довжина поліпептидного ланцюга білка становить 237 амінокислот, а молекулярна маса — 27 194.
| 10         |  | 20         |  | 30         |  | 40         |  | 50         |
| ---------- |  | ---------- |  | ---------- |  | ---------- |  | ---------- |
| MGRKSSKAKE |  | KKQKRLEERA |  | AMDAVCAKVD |  | AANRLGDPLE |  | AFPVFKKYDR |
| NGLNVSIECK |  | RVSGLEPATV |  | DWAFDLTKTN |  | MQTMYEQSEW |  | GWKDREKREE |
| MTDDRAWYLI |  | AWENSSVPVA |  | FSHFRFDVEC |  | GDEVLYCYEV |  | QLESKVRRKG |
| LGKFLIQILQ |  | LMANSTQMKK |  | VMLTVFKHNH |  | GAYQFFREAL |  | QFEIDDSSPS |
| MSGCCGEDCS |  | YEILSRRTKF |  | GDSHHSHAGG |  | HCGGCCH    |  |            |

A: Аланін

C: Цистеїн

D: Аспарагінова кислота

E: Глутамінова кислота

F: Фенілаланін

G: Гліцин

H: Гістидин

I: Ізолейцин

K: Лізин

L: Лейцин

M: Метіонін

N: Аспарагін

P: Пролін

Q: Глутамін

R: Аргінін

S: Серин

T: Треонін

V: Валін

W: Триптофан

Кодований геном білок за функціями належить до трансфераз, ацилтрансфераз, ліпопротеїнів. 
Задіяний у такому біологічному процесі, як альтернативний сплайсинг. 
Локалізований у цитоплазмі, ядрі.